# Josh Mason
Joshua « Josh » Mason, né le 19 mars 2002 à Birmingham, est un pilote automobile britannique. Il a participé au Championnat de Formule 2 2023 avec l'écurie PHM Racing by Charouz.

## Carrière
Josh Mason naît le 19 mars 2002 à Birmingham. Il est d'origine nigériane et caribéenne. Il a grandi aux îles Caïmans et dans le Sussex.

### Débuts en karting
Mason commence à concourir en karting à l'âge tardif de 14 ans, participant à des courses en club avant de continuer vers des courses automobiles,.

### 2018 à 2020: Formule 3 (championnat britannique BRDC)
En 2018, Mason obtient sa licence de pilote automobile et s'engage avec l'écurie Lanan Racing dans le championnat britannique de Formule 3 BRDC,. Après avoir fait ses débuts au circuit de Rockingham, le Britannique revient dans le championnat pour la seconde moitié de la saison, réussissant à remporter la course à grille inversée lors de la dernière manche à Silverstone, après que la course ait été arrêtée en raison de forte pluie après deux tours derrière la voiture de sécurité.
Josh Mason reste dans la même écurie pour la saison 2019, concourant en tant que seul pilote à temps plein pour l'équipe. Malgré cela, Mason parvient à décrocher trois podiums dans des courses à grille inversée, dont une victoire à Donington Park, où il dépasse le détenteur de la pole position Pavan Ravishankar après un redémarrage sous voiture de sécurité,. Le Britannique termine douzième au championnat au cours d'une saison qu'il dit « s'être bien déroulée », compte tenu de son manque d'expérience global.
Mason reste encore chez Lanan Racing en 2020, courant cette fois aux côtés de Piers Prior et Bart Horsten. Mason n'obtient qu'un seul podium, sur le circuit de Donington et termine 16e du championnat, derrière ses deux coéquipiers.

### 2021 et 2022: Euroformula Open

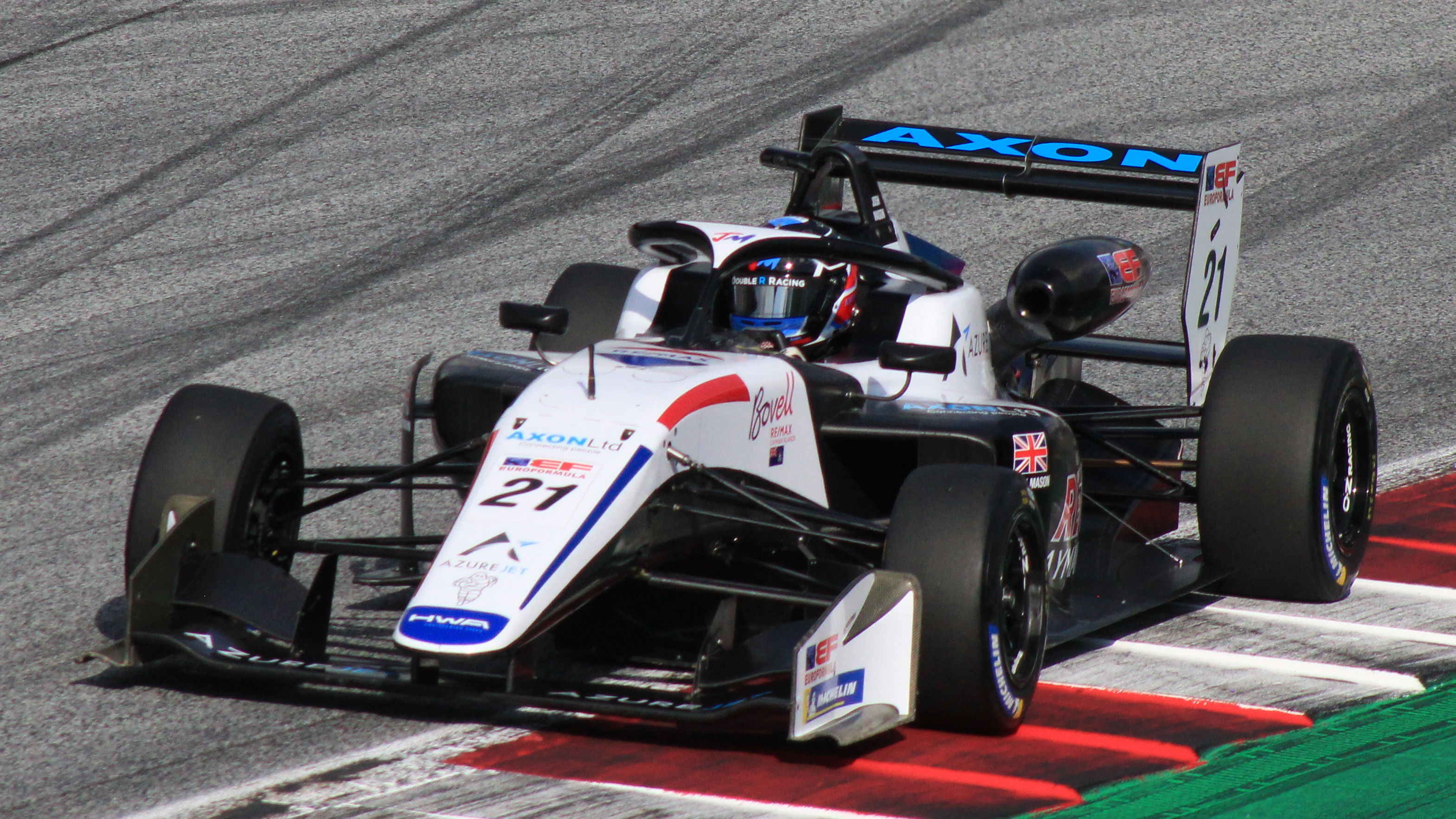
Josh Mason en Euroformula Open sur le Red Bull Ring en 2021.

Pour 2021, Mason rejoint le Championnat Euroformula Open, conduisant pour l'écurie Double R Racing. Son meilleur résultat est obtenu à la course du Hungaroring sur piste mouillée, où il termine quatrième. Il finit neuvième au championnat, nettement devant son coéquipier (nouvelle recrue) Zdeněk Chovanec.
En 2022, le Britannique change d'écurie pour aller chez CryptoTower Racing, après avoir déclaré qu'« il avait beaucoup appris en 2021 ». Il commence la saison en marquant trois points à Estoril, avant un crash lors du Grand Prix de Pau. Un autre abandon suit au Paul Ricard, causé par une collision avec Alex García, avant que Mason ne remporte son premier podium à Spa, terminant troisième de la Course 1 et deuxième de la Course 3,. Lors de la manche suivante sur le Hungaroring, Mason remporte sa première victoire, gagnant la course 2 après domination,. Mason s'impose encore à Imola et Monza,. Il termine la saison cinquième au classement général, ratant de peu la quatrième place derrière Frederick Lubin.

### 2023: Formule Régionale et Championnat FIA de Formule 2
Mason revient brièvement en Euroformula Open en 2023 avec CryptoTower Racing pour une apparition sur le Circuit de Spa-Francorchamps. Il court au Hungaroring, remportant la dernière course,.
Début 2023, Mason débute dans le Championnat Régional d'Océanie de Formule 2023. Il remporte une victoire à Manfeild, ce qui lui permet de terminer huitième au classement général,.
Mason est invité par PHM Racing (Charouz) pour participer au Championnat de Formule 2 2023 à Spa-Francorchamps, en remplacement de Brad Benavides,. Après avoir soutenu un rythme décent au long des deux premières courses, Mason est confirmé pour rester avec l'équipe jusqu'à la fin de la saison.

## Résultats en compétition automobile
| Saison    | Championnat                                 | Écurie                | Courses | Victoires | Pole positions | Meilleurs tours | Podiums | Points | Classement |
| --------- | ------------------------------------------- | --------------------- | ------- | --------- | -------------- | --------------- | ------- | ------ | ---------- |
| 2018      | Championnat de Grande-Bretagne de Formule 3 | Lanan Racing          | 14      | 1         | 0              | 0               | 1       | 82     | 20e        |
| 2018-2019 | MRF Challenge Formula 2000                  | MRF Racing            | 14      | 0         | 0              | 0               | 0       | 19     | 12e        |
| 2019      | Championnat de Grande-Bretagne de Formule 3 | Lanan Racing          | 24      | 1         | 0              | 0               | 3       | 229    | 12e        |
| 2019-2020 | MRF Challenge Formula 2000                  | MRF Racing            | 15      | 0         | 0              | 0               | 6       | 176    | 3e         |
| 2020      | Championnat de Grande-Bretagne de Formule 3 | Lanan Racing          | 24      | 0         | 0              | 0               | 1       | 139    | 16e        |
| 2021      | Euroformula Open                            | Double R Racing       | 24      | 0         | 0              | 0               | 0       | 89     | 9e         |
| 2022      | Euroformula Open                            | CryptoTower Racing    | 26      | 3         | 0              | 1               | 7       | 278    | 5e         |
| 2023      | Formule Régionale Océanie                   | Kiwi Motorsport       | 15      | 1         | 0              | 1               | 1       | 186    | 8e         |
| 2023      | Euroformula Open                            | CryptoTower Racing    | 6       | 1         | 0              | 0               | 3       | 96     | 11e        |
| 2023      | Formule 2                                   | PHM Racing by Charouz | 8       | 0         | 0              | 0               | 0       | 0      | 23e        |
| 2024      | Indy Lights Series                          | Abel Motorsports      | 2       | 0         | 0              | 0               | 0       | 27     | 25e        |

* Saison toujours en cours.

### Résultats en championnat de Formule 3 britannique
(Les courses en gras indiquent la pole position) (Les courses en italique indiquent le tour le plus rapide)
| Saison | Écurie       | 1         | 2         | 3        | 4         | 5         | 6         | 7          | 8        | 9         | 10        | 11        | 12        | 13       | 14        | 15        | 16        | 17        | 18        | 19         | 20         | 21        | 22        | 23        | 24        | Position | Points |
| ------ | ------------ | --------- | --------- | -------- | --------- | --------- | --------- | ---------- | -------- | --------- | --------- | --------- | --------- | -------- | --------- | --------- | --------- | --------- | --------- | ---------- | ---------- | --------- | --------- | --------- | --------- | -------- | ------ |
| 2018   | Lanan Racing | OUL 1     | OUL 2     | OUL 3    | ROC 1 Abd | ROC 2 18  | ROC 3 9   | SNE 1      | SNE 2    | SNE 3     | SIL 1     | SIL 2     | SIL 3     | SPA 1 14 | SPA 2 15  | SPA 3 Abd | BRH 1 15  | BRH 2 142 | BRH 3 15  | DON 1 16   | DON 2 7    | DON 3 14  | SIL 1 16  | SIL 2 1   | SIL 3 A   | 20e      | 82     |
| 2019   | Lanan Racing | OUL 1 10  | OUL 2 5   | OUL 3 14 | SNE 1 14  | SNE 2 Abd | SNE 3 9   | SIL1 1 12  | SIL1 2 7 | SIL1 3 12 | DON1 1 13 | DON1 2 12 | DON1 3 12 | SPA 1 14 | SPA 2 3   | SPA 3 9   | BRH 1 13  | BRH 2 31  | BRH 3 11  | SIL2 1 11  | SIL2 2 Abd | SIL2 3 9  | DON2 1 12 | DON2 2 13 | DON2 3 13 | 12e      | 229    |
| 2020   | Lanan Racing | OUL 1 Abd | OUL 2 152 | OUL 3 14 | OUL 4 14  | DON1 1 12 | DON1 2 10 | DON1 3 Abd | BRH 1 10 | BRH 2 9   | BRH 3 12  | BRH 4 13  | DON2 1 14 | DON2 2 1 | DON2 3 13 | SNE 1 Abd | SNE 2 171 | SNE 3 9   | SNE 4 Abd | DON3 1 Abd | DON3 2 141 | DON3 3 11 | SIL 1 16  | SIL 2 19  | SIL 3 13  | 16e      | 139    |

### Résultats en MRF Challenge Formula 2000
(Les courses en gras indiquent la pole position ; les courses en italique indiquent les points du tour le plus rapide des finissants de la course)
| Saison    | Écurie     | 1       | 2        | 3        | 4       | 5        | 6        | 7        | 8        | 9        | 10      | 11       | 12       | 13        | 14        | 15       | Position | Points |
| --------- | ---------- | ------- | -------- | -------- | ------- | -------- | -------- | -------- | -------- | -------- | ------- | -------- | -------- | --------- | --------- | -------- | -------- | ------ |
| 2018-2019 | MRF Racing | DUB 1 9 | DUB 2 10 | DUB 3 10 | DUB 4 9 | DUB 5 11 | BHR 1 12 | BHR 2 10 | BHR 3 10 | BHR 4 10 | BHR 5 8 | CHE 1 14 | CHE 2 12 | CHE 3 Abd | CHE 4 Np  | CHE 5 12 | 12e      | 19     |
| 2019-2020 | MRF Racing | DUB 1 2 | DUB 2    | DUB 3    | DUB 4 6 | DUB 5 2  | BHR 1 5  | BHR 2 4  | BHR 3 4  | BHR 4 8  | CHE 1 3 | CHE 2    | CHE 3 4  | CHE 4     | CHE 5 Abd | CHE 6 9  | 3e       | 176    |

### Résultats en Euroformula Open
(Les courses en gras indiquent la pole position ; les courses en italique indiquent les points du tour le plus rapide des dix premiers)
| Saison | Écurie             | 1       | 2       | 3       | 4       | 5         | 6         | 7         | 8        | 9        | 10       | 11      | 12        | 13        | 14      | 15       | 16        | 17        | 18      | 19       | 20       | 21       | 22      | 23       | 24      | 25       | 26        | Position | Points |
| ------ | ------------------ | ------- | ------- | ------- | ------- | --------- | --------- | --------- | -------- | -------- | -------- | ------- | --------- | --------- | ------- | -------- | --------- | --------- | ------- | -------- | -------- | -------- | ------- | -------- | ------- | -------- | --------- | -------- | ------ |
| 2021   | Double R Racing    | POR 1 8 | POR 2 6 | POR 3 5 | LEC 1 8 | LEC 2 12  | LEC 3 7   | SPA 1 Abd | SPA 2 6  | SPA 3 8  | HUN 1 4* | HUN 2 7 | HUN 3 Abd | IMO 1 Abd | IMO 2 8 | IMO 3 11 | RBR 1 Abd | RBR 2 10* | RBR 3 7 | MNZ 1 12 | MNZ 2 12 | MNZ 3 11 | CAT 1 7 | CAT 2 15 | CAT 3 7 |          |           | 9e       | 89     |
| 2022   | CryptoTower Racing | EST 1 7 | EST 2 5 | EST 3 8 | PAU 1 4 | PAU 2 Abd | LEC 1 Abd | LEC 2 4*  | LEC 3 7  | SPA 1 3* | SPA 2 7  | SPA 3 2 | HUN 1 5   | HUN 2 1   | HUN 3 7 | IMO 1 6  | IMO 2 7   | IMO 3 1   | RBR 1 4 | RBR 2 3  | RBR 3 5  | MNZ 1 5  | MNZ 2 1 | MNZ 3 2  | CAT 1 9 | CAT 2 6* | CAT 3 Abd | 5e       | 278    |
| 2023   | CryptoTower Racing | POR 1   | POR 2   | POR 3   | SPA 1 4 | SPA 2 5   | SPA 3 4   | HUN 1 3*  | HUN 2 2* | HUN 3 1  | LEC 1    | LEC 2   | LEC 3     | RBR 1     | RBR 2   | RBR 3    | MNZ 1     | MNZ 2     | MNZ 3   | MUG 1    | MUG 2    | CAT 1    | CAT 2   | CAT 3    |         |          |           | 11e      | 96     |

### Résultats en championnat d'Océanie de Formule Régionale
(Les courses en gras indiquent la pole position) (Les courses en italique indiquent le tour le plus rapide)
| Saison | Écurie          | 1                 | 2                 | 3                  | 4       | 5       | 6       | 7            | 8            | 9              | 10            | 11           | 12            | 13      | 14       | 15       | Position | Points |
| ------ | --------------- | ----------------- | ----------------- | ------------------ | ------- | ------- | ------- | ------------ | ------------ | -------------- | ------------- | ------------ | ------------- | ------- | -------- | -------- | -------- | ------ |
| 2023   | Kiwi Motorsport | [[:HIG 1]] (en) 4 | [[:HIG 2]] (en) 9 | [[:HIG 3]] (en) 11 | TER 1 4 | TER 2 8 | TER 3 4 | MAN 1 (en) 7 | MAN 2 (en) 1 | MAN 3 (en) Abd | HMP 1 (en) 13 | HMP 2 (en) 9 | HMP 3 (en) 12 | TAU 1 7 | TAU 2 15 | TAU 3 16 | 8e       | 186    |

### Résultats en Formule 2
(Les courses en gras indiquent la pole position) (Les courses en italique indiquent les points du tour le plus rapide des dix premiers)
| Saison | Écurie                | 1       | 2       | 3       | 4       | 5       | 6       | 7       | 8       | 9       | 10      | 11      | 12      | 13      | 14      | 15      | 16      | 17      | 18      | 19         | 20         | 21         | 22         | 23         | 24         | 25         | 26          | Position | Points |
| ------ | --------------------- | ------- | ------- | ------- | ------- | ------- | ------- | ------- | ------- | ------- | ------- | ------- | ------- | ------- | ------- | ------- | ------- | ------- | ------- | ---------- | ---------- | ---------- | ---------- | ---------- | ---------- | ---------- | ----------- | -------- | ------ |
| 2023   | PHM Racing by Charouz | SAK SPR | SAK FEA | JED SPR | JED FEA | MEL SPR | MEL FEA | BAK SPR | BAK FEA | MON SPR | MON FEA | CAT SPR | CAT FEA | RBR SPR | RBR FEA | SIL SPR | SIL FEA | HUN SPR | HUN FEA | SPA SPR 19 | SPA FEA 14 | ZAN SPR 18 | ZAN FEA 15 | MNZ SPR 16 | MNZ FEA 12 | YMC SPR 15 | YMC FEA Abd | 23e      | 0      |